# Wypadek przy pracy

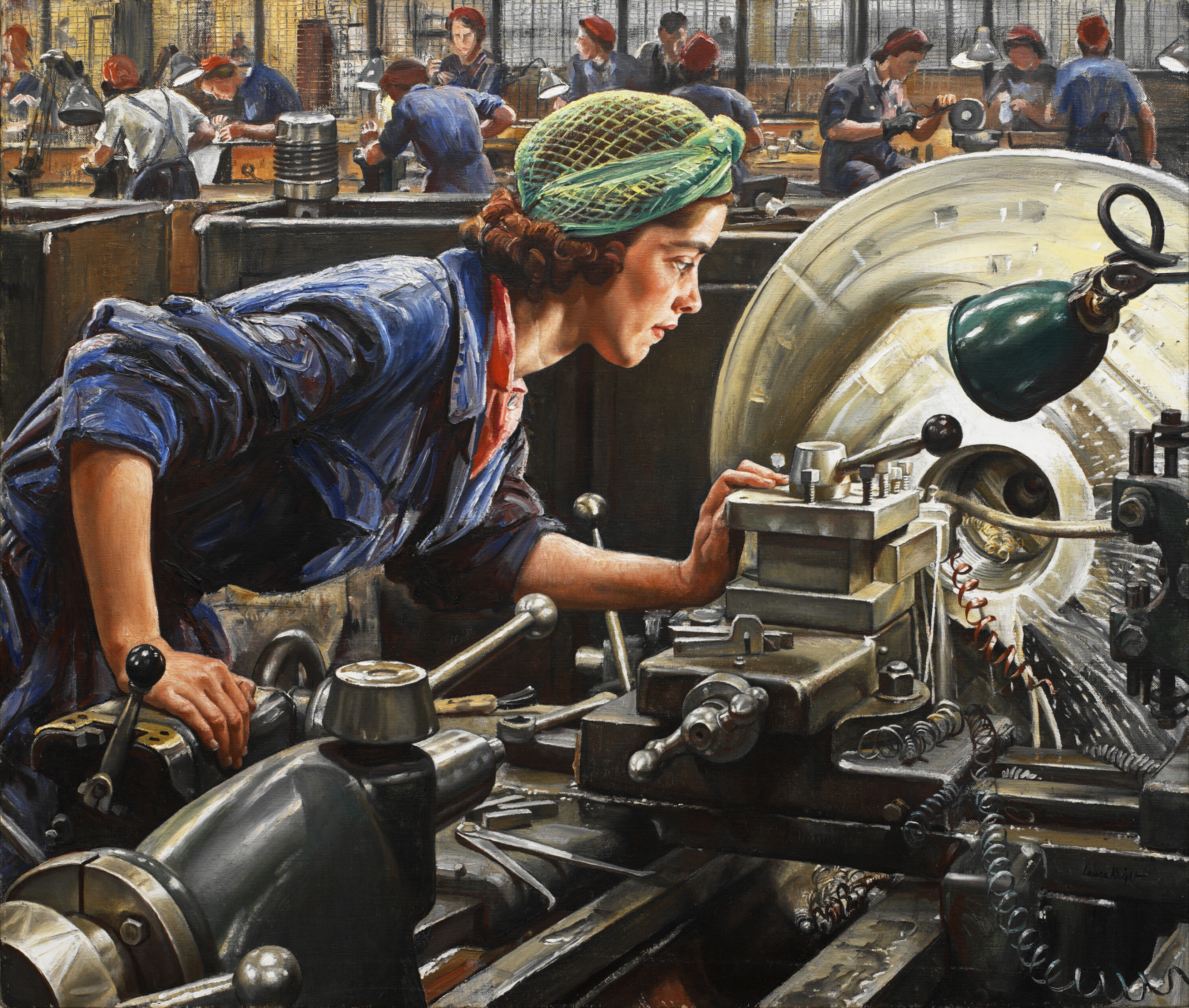
Młoda pracownica przy pracy w fabryce; Ruby Loftus skręcająca element broni odtylcowej — obraz olejny na płótnie autorstwa Laury Knight

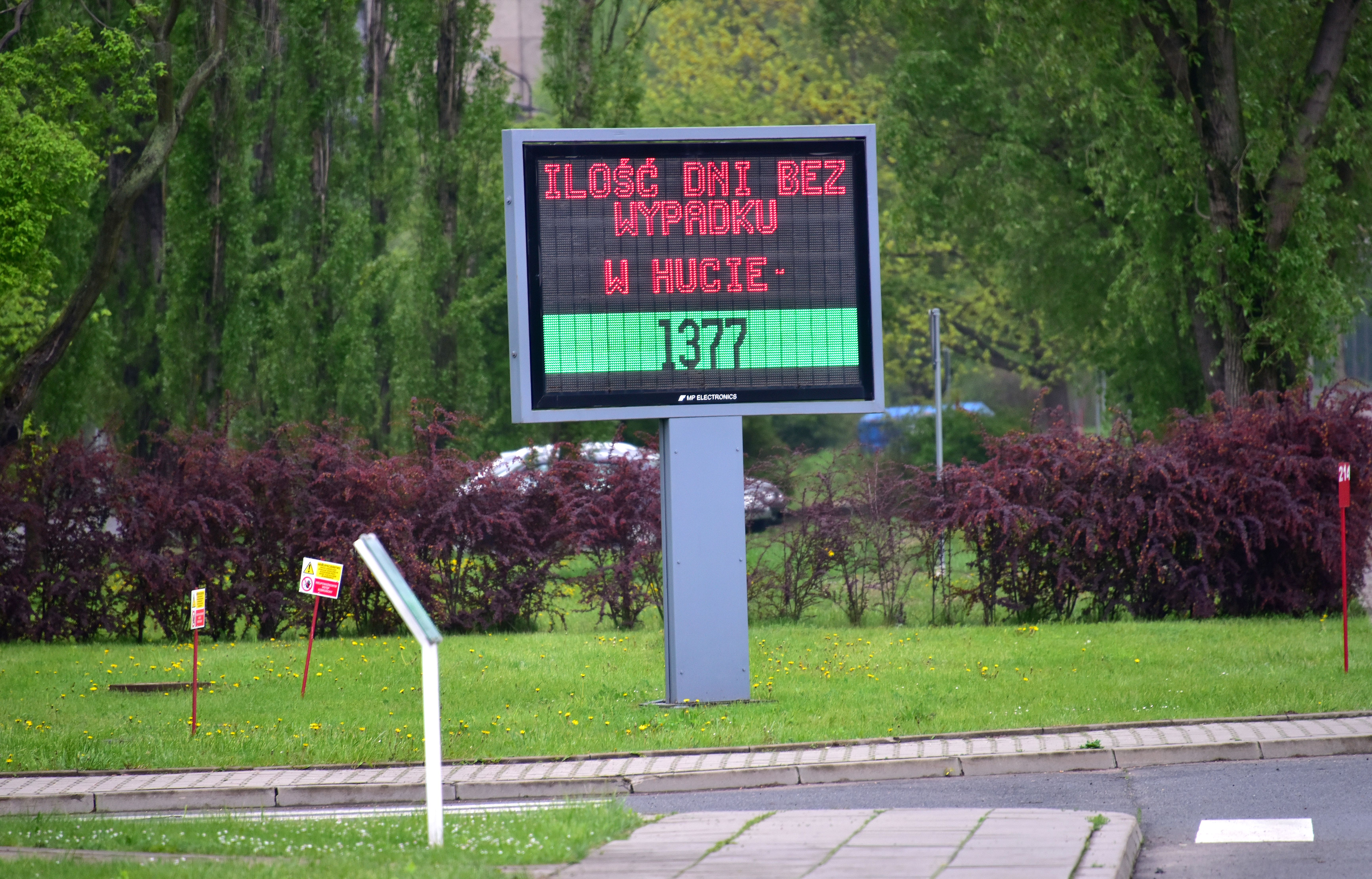
Tablica pokazująca liczbę dni przepracowanych bez wypadku przy pracy w hucie ArcelorMittal Warszawa w Warszawie

Wypadek przy pracy – nagłe zdarzenie wywołane przyczyną zewnętrzną powodujące uraz lub śmierć, które nastąpiło w związku z pracą (art. 3 ust. 1 ustawy z dnia 30 października 2002 r. o ubezpieczeniu społecznym z tytułu wypadków przy pracy i chorób zawodowych):
- podczas lub w związku z wykonywaniem przez pracownika zwykłych czynności lub poleceń przełożonych;
- podczas lub w związku z wykonywaniem przez pracownika czynności na rzecz pracodawcy, nawet bez polecenia;
- w czasie pozostawania pracownika w dyspozycji pracodawcy w drodze między siedzibą pracodawcy a miejscem wykonywania obowiązku wynikającego ze stosunku pracy.

Na równi z wypadkiem przy pracy traktuje się wypadek, któremu pracownik uległ (art. 3 ust. 2 ustawy z dnia 30 października 2002 r. o ubezpieczeniu społecznym z tytułu wypadków przy pracy i chorób zawodowych):
- w czasie podróży służbowej, chyba że wypadek spowodowany został postępowaniem pracownika, które nie pozostaje w związku z wykonywaniem powierzonych mu zadań;
- podczas szkolenia w zakresie powszechnej samoobrony;
- przy wykonywaniu zadań zleconych przez działające u pracodawcy organizacje związkowe.

## Wypadek przy innych czynnościach uważany za wypadek przy pracy
Za wypadek przy pracy uważa się również nagłe zdarzenie wywołane przyczyną zewnętrzną powodujące uraz lub śmierć, które nastąpiło w okresie ubezpieczenia wypadkowego z danego tytułu podczas (art. 3 ust. 3 ustawy z dnia 30 października 2002 r. o ubezpieczeniu społecznym z tytułu wypadków przy pracy i chorób zawodowych):
- uprawiania sportu w trakcie zawodów i treningów przez osobę pobierającą stypendium sportowe;
- wykonywania odpłatnie pracy na podstawie skierowania do pracy w czasie odbywania kary pozbawienia wolności lub tymczasowego aresztowania;
- pełnienia mandatu posła lub senatora, pobierającego uposażenie;
- sprawowania mandatu posła do Parlamentu Europejskiego wybranego w Rzeczypospolitej Polskiej;
- odbywania szkolenia, stażu lub przygotowania zawodowego w miejscu pracy przez osobę pobierającą stypendium w okresie odbywania tego szkolenia, stażu lub przygotowania zawodowego w miejscu pracy na podstawie skierowania wydanego przez powiatowy urząd pracy lub przez inny podmiot kierujący;
- wykonywania przez członka rolniczej spółdzielni produkcyjnej, spółdzielni kółek rolniczych oraz przez inną osobę traktowaną na równi z członkiem spółdzielni w rozumieniu przepisów o systemie ubezpieczeń społecznych, pracy na rzecz tych spółdzielni;
- wykonywania pracy na podstawie umowy agencyjnej, umowy zlecenia lub umowy o świadczenie usług, do której zgodnie z Kodeksem cywilnym stosuje się przepisy dotyczące zlecenia;
- współpracy przy wykonywaniu pracy na podstawie umowy agencyjnej, umowy zlecenia lub umowy o świadczenie usług, do której zgodnie z Kodeksem cywilnym stosuje się przepisy dotyczące zlecenia;
- wykonywania zwykłych czynności związanych z prowadzeniem działalności pozarolniczej w rozumieniu przepisów o systemie ubezpieczeń społecznych;
- wykonywania zwykłych czynności związanych ze współpracą przy prowadzeniu działalności pozarolniczej w rozumieniu przepisów o systemie ubezpieczeń społecznych;
- wykonywania przez osobę duchowną czynności religijnych lub czynności związanych z powierzonymi funkcjami duszpasterskimi lub zakonnymi;
- odbywania służby zastępczej;
- nauki w Krajowej Szkole Administracji Publicznej przez słuchaczy pobierających stypendium;
- wykonywania pracy na podstawie umowy agencyjnej, umowy zlecenia lub umowy o świadczenie usług, do której zgodnie z Kodeksem cywilnym stosuje się przepisy dotyczące zlecenia, albo umowy o dzieło, jeżeli umowa taka została zawarta z pracodawcą, z którym osoba pozostaje w stosunku pracy, lub jeżeli w ramach takiej umowy wykonuje ona pracę na rzecz pracodawcy, z którym pozostaje w stosunku pracy;
- pełnienia przez funkcjonariusza celnego obowiązków służbowych.

## Wypadek w drodze do pracy
Za wypadek w drodze do pracy lub z pracy uważa się (art. 57b ust. 1 ustawy z dnia 17 grudnia 1998 r. o emeryturach i rentach z Funduszu Ubezpieczeń Społecznych) nagłe zdarzenie wywołane przyczyną zewnętrzną, które nastąpiło w drodze do lub z miejsca wykonywania zatrudnienia lub innej działalności stanowiącej tytuł ubezpieczenia rentowego, jeżeli droga ta była najkrótsza i nie została przerwana. Jednakże uważa się, że wypadek nastąpił w drodze do pracy lub z pracy, mimo że droga została przerwana, jeżeli przerwa była życiowo uzasadniona i jej czas nie przekraczał granic potrzeby, a także wówczas, gdy droga, nie będąc drogą najkrótszą, była dla ubezpieczonego, ze względów komunikacyjnych, najdogodniejsza. Za drogę do pracy lub z pracy uważa się oprócz drogi z domu do pracy lub z pracy do domu również drogę do miejsca lub z miejsca:
- innego zatrudnienia lub innej działalności stanowiącej tytuł ubezpieczenia rentowego;
- zwykłego wykonywania funkcji lub zadań zawodowych albo społecznych;
- zwykłego spożywania posiłków;
- odbywania nauki lub studiów.

## Wypadek przy pracy rolniczej
Za wypadek przy pracy rolniczej uważa się (art. 11 ust. 1 ustawy z 20 grudnia 1990 r. o ubezpieczeniu społecznym rolników) nagłe zdarzenie wywołane przyczyną zewnętrzną, które nastąpiło podczas wykonywania czynności związanych z prowadzeniem działalności rolniczej albo pozostających w związku z wykonywaniem tych czynności:
- na terenie gospodarstwa rolnego, które ubezpieczony prowadzi lub w którym stale pracuje, albo na terenie gospodarstwa domowego bezpośrednio związanego z tym gospodarstwem rolnym lub
- w drodze ubezpieczonego z mieszkania do gospodarstwa rolnego, o którym mowa powyżej, albo w drodze powrotnej, lub
- podczas wykonywania poza terenem gospodarstwa rolnego, o którym mowa powyżej, zwykłych czynności związanych z prowadzeniem działalności rolniczej albo w związku z wykonywaniem tych czynności, lub
- w drodze do miejsca wykonywania czynności, o których mowa powyżej, albo w drodze powrotnej.

## Wypadek w służbie wojskowej
O ile w sektorze cywilnym mówi się o wypadku w pracy, o tyle w sektorze wojskowym mówi się o wypadku w służbie. Za wypadek w służbie uważa się (art. 508 ustawy z dnia 11 marca 2022 r. o obronie Ojczyzny) nagłe zdarzenie wywołane przyczyną zewnętrzną powodujące uraz lub śmierć, które zaszło podczas lub w związku:
- z wykonywaniem obowiązków służbowych albo poleceń przełożonych;
- z wykonywaniem czynności w interesie służby wojskowej, nawet bez polecenia przełożonych;
- z  ratowaniem  ludzi z  grożącego  niebezpieczeństwa  albo  ratowaniem  mienia przed zniszczeniem lub zagarnięciem;
- z udziałem w pościgu lub ujęciu osób podejrzanych o popełnienie przestępstwa albo ochroną innych osób przed napaścią;
- z odbywaniem drogi do miejsca i z miejsca wykonywania czynności określonych w pkt 1 i 2.

## Definicje prawne
Za śmiertelny wypadek przy pracy uważa się wypadek, w wyniku którego nastąpiła śmierć w okresie nieprzekraczającym 6 miesięcy od dnia wypadku (art. 3 ust. 4 ustawy z dnia 30 października 2002 r. o ubezpieczeniach społecznych z tytułu wypadków przy pracy i chorób zawodowych).
Za ciężki wypadek przy pracy uważa się wypadek, w wyniku którego nastąpiło ciężkie uszkodzenie ciała, takie jak: utrata wzroku, słuchu, mowy, zdolności rozrodczej lub inne uszkodzenie ciała albo rozstrój zdrowia, naruszające podstawowe funkcje organizmu, a także choroba nieuleczalna lub zagrażająca życiu, trwała choroba psychiczna, całkowita lub częściowa niezdolność do pracy w zawodzie albo trwałe, istotne zeszpecenie lub zniekształcenie ciała (art. 3 ust. 5 ustawy z dnia 30 października 2002 r. o ubezpieczeniu społecznym z tytułu wypadków przy pracy i chorób zawodowych).
Za zbiorowy wypadek przy pracy uważa się wypadek, któremu w wyniku tego samego zdarzenia uległy co najmniej dwie osoby (art. 3 ust. 6 ustawy z dnia 30 października 2002 r. o ubezpieczeniu społecznym z tytułu wypadków przy pracy i chorób zawodowych).